# Norris Embry
Pour les articles homonymes, voir Embry (homonymie).
Norris Embry (14 janvier 1921 à Louisville, Kentucky - 17 février 1981 à Louisville, Kentucky) est un artiste américain associé à l'art brut et au néo-expressionniste.
Il a grandi dans la ville d’East Orange dans le New Jersey, aux abords de la ville de New York, puis dans la ville d’Evanston dans la région de Chicago où il a suivi sa scolarité dans les écoles publiques jusqu'à la fin du lycée. Il s’est inscrit plus tard au Saint John’s College à Annapolis dans le Maryland, puis à l’Art Institute de Chicago. À la fin des années 1940, il intégra L’Académie des Beaux Arts de Florence ; son professeur, le peintre Expressionniste Oskar Kokoschka, a exercé une grande influence sur l’œuvre d’Embry. 
Au cours de son adolescence dans la région de Chicago, Embry a montré un grand intérêt pour la littérature d’avant-garde, ainsi que pour la musique contemporaine et l’art moderne. En 1947 il décide de dédier sa vie à la peinture, et pendant les quinze années qui suivirent jusqu’au début des années 1960, il s’embarqua dans une carrière d’artiste nomade qui le mena de San Francisco à New York jusqu’à l’Europe d’après-guerre, puis en Turquie et en Afrique du Nord.
Parmi les pays européens où Embry a résidé ponctuellement, on note la France, l’Italie, l'Allemagne, l’Espagne, l’Angleterre et la Suède. Paris a été sa première destination européenne lors de son voyage initial en 1947; il y retourna souvent au cours des 15 années suivantes. Mais c’est surtout la culture méditerranéenne qui a séduit son cœur et a capté son imagination artistique, en particulier la Grèce où il séjourna fréquemment.
Tout au long de sa vie, Embry a souffert de graves problèmes liés à la maladie mentale. Au milieu des années 1960, après avoir intégré le Shepphard Pratt Institute à Baltimore dans le Maryland, il fit de cette ville sa résidence principale. Il vécut et peint à Baltimore jusqu’aux dernières semaines de sa vie.
À la suite de plusieurs hémorragies cérébrales, Embry s’éteignit le 17 février 1981. Il a été enterré au Cave Hill Cemetery à Louisville.

## Œuvre
L’œuvre de Norris Embry est hors des appréciations conventionnelles et commerciales de l’art, et ce malgré le fait qu’il ait été considéré par certains critiques comme le premier expressionniste allemand américain.
Parmi les peintres qu’il reconnut comme ayant eu une grande influence sur lui (autre que son professeur Kokoschka), on peut citer : Jean Dubuffet, Paul Klee, Joan Miró, Jackson Pollock, Emil Nolde, Max Beckmann, Ernst Ludwig Kirchner, Egon Schiele, Georges Rouault et Wols. Une autre influence plus surprenante, celle de l’écrivain et illustrateur James Thurber, transparaît dans l’œuvre d’Embry à travers ses personnages caricaturés et saugrenus qui apparaissent de façon récurrente dans ses monotypes. Par ailleurs, les graffitis qui recouvrent une grande partie de son œuvre constituent des détails autobiographiques de sa vie.
À partir des années 1950 et jusqu’à sa mort, l’œuvre de Norris Embry a été fréquemment exposée à New York et dans d’autres villes des États-Unis et d’Europe.

## Collections publiques
- The Solomon R. Guggenheim Museum, New York, NY
- The Baltimore Museum of Art, Baltimore, MD
- The Newark Museum, Newark, NY
- Speed Art Museum, Louisville, KY
- The University of Kentucky Art Museum, Lexington, KY
- Neuberger Museum of Art, Purchase, NY
- The Arkansas Arts Center, Little Rock, AR